# 井原裕 (精神科医)
井原 裕（いはら ひろし、1962年9月10日 - ）は、日本の医学者、精神科医。専門は精神病理学、司法精神医学、精神療法。獨協医科大学越谷病院こころの診療科教授。博士（医学）、Ph.D.。
宮本忠雄の処女作『精神分裂病の世界』（紀伊國屋書店・1977年）に引かれて精神医学を志した。後に自治医科大学で直接宮本に師事し、精神病理学を学んだ。その後ケンブリッジ大学大学院に留学し、ジャーマン・ベリオス博士のもとで研鑽を積んだ。論文 “Dysexecutive Syndrome in Clinical Psychiatry”（Department of Psychiatry, University of Cambridge）でPh.D. 取得。刑事・民事の精神鑑定を数多く行っている。精神療法的接近を心掛けており、薬に頼りきりではない精神科臨床を実践している。

## 来歴
- 1962年 - 神奈川県鎌倉市に生まれる
- 1987年 - 東北大学医学部医学科卒業
- 1994年 - 自治医科大学大学院医学研究科博士課程修了（博士（医学））。後に国立療養所南花巻病院勤務
- 2001年 - ケンブリッジ大学大学院博士号（Ph.D.）[5]取得
- 2002年 - 順天堂大学医学部精神科講師。後に同准教授
- 2008年 - 獨協医科大学越谷病院こころの診療科教授[2]

## 主義・主張
井原は措置入院制度に関して次のように主張している。
相模原障害者施設殺傷事件は、精神障害のある容疑者の措置入院の解除（退院）をめぐる事件前の対応が議論となっている。まず前提として、精神科医療の目的は心の健康に奉仕することであり、犯罪を防止することではない。患者が求めてもいないのに医者が押し付けてはならない。まれな例外が、精神障害の患者に対する強制的な措置入院である。精神障害の患者のなかには入院治療の必要性があるのに自覚がない場合がある。そのため、精神保健福祉法では本人の意思によらない措置入院を認めている。ただ精神科医が患者を閉鎖された環境に留め置くことができるのは、治療を目的とする場合だけである。入院治療の目的を遂げれば、直ちに退院させなければならない。精神科病院は治療の場所である。留置場でもなく、危険人物を閉じ込めておく場所でもない。精神科医は入院治療に責任を負うが、第一義的に犯罪防止の責任を負っていない。治療が終わっているのに「犯罪防止」の名のもとに閉鎖病棟に患者を留め置けば、行動の自由を不法に奪うこととなり、刑法の逮捕・監禁罪が成立してしまう。今回の事件の問題点は「精神科医の措置入院解除の判断は妥当だったのか」ではない。警察が犯罪を起こす恐れのある人物を措置入院のルートに乗せると、「警察発、病院行き」の片道切符になってしまうということだ。警察から病院への往路は確保されているが、病院から警察への復路は閉ざされている。相模原障害者施設殺傷事件の容疑者のケースでは措置入院となったことで、警察は「この難しい男を追わなくていいのだ」と安心してしまったのではないだろうか。結局、措置解除後は誰も対象者を追おうとしなかった。事件については厚生労働省の検討チームが2016年9月14日に検証結果を公表したが、こうした制度上の致命的な欠陥には触れていない。現行制度の不備は、措置入院自体に内在する問題ではなく、むしろ、刑事政策の問題である。犯罪の危険をはらむ人物を追うのは警察である。措置解除後に必要に応じて刑事司法に差し戻す経路を確保することこそ、検討すべきである。

## 受賞歴
- 1995年 - 精神科治療学賞優秀賞

論文『精神科臨床における法と倫理の峻別—法的パターナリズムと官僚主義』により受賞

## 学会
- 日本精神病理学会評議員
- 日本司法精神医学会評議員
- 日本うつ病学会評議員

## 著書

### 単著
- 『精神科医島崎敏樹—人間の学の誕生』東信堂、2006年。ISBN 9784887137172。
- 『激励禁忌神話の終焉』日本評論社、2009年。ISBN 9784535983144。
- 『精神鑑定の乱用』金剛出版、2010年。ISBN 9784772411202。
- 『精神科臨床はどこへいく』日本評論社、2011年。ISBN 9784535904262。
- 『思春期の精神科面接ライブ—こころの診察室から』星和書店、2012年。ISBN 9784791108008。
- 『プライマリケアの精神医学—15症例、その判断と対応』中外医学社、2013年。ISBN 9784498129603。
- 『生活習慣病としてのうつ病』弘文堂、2013年。ISBN 9784335651571。
- 『うつの8割に薬は無意味』朝日新聞出版、2015年。ISBN 9784022736154。

### 共編著
- 井原裕、松本俊彦 他（編）『こころの科学増刊 くすりにたよらない精神医学』日本評論社、2013年。ISBN 9784535904309。

### 共著
- 『責任能力の現在—法と精神医学の交錯』金剛出版、2009年。ISBN 9784772410786。
- 『子どものこころ医療ネットワーク—小児科&精神科in埼玉』批評社、2012年。ISBN 9784826505659。

## 論文
- 「「選択的注意」の精神病理学的検討—知覚・分裂病・心身問題―」『臨床精神病理』第13巻第3号、1992年、237-246頁。
- 「境界例の臨床と尾崎豊」『精神科治療学』第19巻第2号、2004年。
- 「神経症・人格障害圏における診断の謙抑」『精神科治療学』第19巻第3号、2004年、391-394頁。
- 「精神科臨床における法と倫理の峻別—法的パターナリズムと官僚主義」『精神科治療学』第19巻第4号、2004年、489-497頁。
- 「精神科治療：私の小工夫 自己嫌悪への耽溺—境界例における行動化への裏面」『精神科治療学』第19巻第5号、2004年。
- 「境界例の陥穽と治療の終了」『精神科治療学』第19巻第10号、2004年、1266-1269頁。
- 「精神科医のアイデンティティとしての精神療法—卒後教育における実践性と公共性」『臨床精神病理』第27巻第2号、2006年、128-136頁。
- 「都市型臨床の時代（1）—治療文化のフロンティア」『こころの科学』第129号、2006年、94-100頁。
- 「思春期の精神療法」『臨床精神医学』第36巻第5号、2007年、499-503頁。
- 「パーソナリティ障害の責任能力」『精神科』第12巻第2号、2008年、113-118頁。
- 「感情障害と精神鑑定」『精神科』第14巻第3号、2009年、196-201頁。
- 「うつ病臨床における「えせ契約」（Bogus contract）について」『精神神経学雑誌』第112巻第11号、2010年、1084-1090頁。
- 「うつ病—入院看護を捉えなおす」『精神看護』第16巻第4号、2013年、20-27頁。
- Dysexecutive Syndrome in Clinical Psychiatry. Department of Psychiatry, University of Cambridge. (2001).

## 関連人物
- 島崎敏樹
- 宮本忠雄
- 小田晋
- 村上靖彦
- 永田俊彦
- 市橋秀夫
- 中安信夫
- 中谷陽二
- 加藤敏
- 花村誠一
- 松本俊彦